# Kugelfang

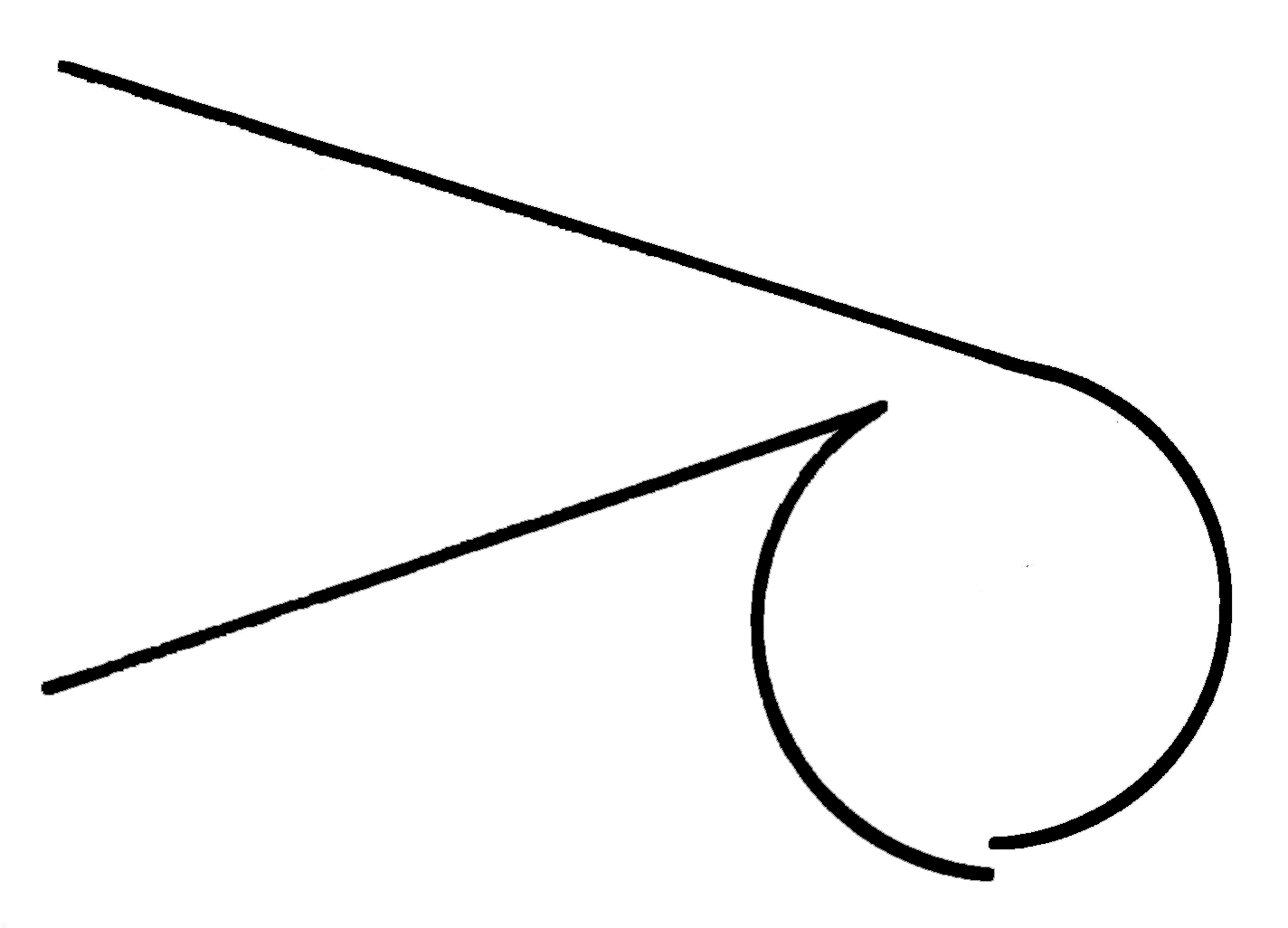
Möglicher Aufbau eines Kugelfangs: Das Geschoss tritt von links ein und wird dann auf eine Kreisbahn gelenkt. Nachdem das Geschoss abgebremst wurde, verlässt es unten den Kugelfang.

Als Kugelfang (auch Geschossfang) bezeichnet man im Allgemeinen eine Vorrichtung auf Schießständen, die das Ziel durchschlagende bzw. fehlgehende Geschosse sicher auffängt, oftmals mittels eines Sand- oder Erdwalls. In der Jägersprache bezeichnet man Geländegegebenheiten, die ein Geschoss beim jagdlichen Schuss sicher abfangen können, als natürlichen Kugelfang.
Die Höhe eines militärischen Kugelfangs beträgt etwa fünf bis zehn Meter. Die dem Schützen zugekehrte Seite ist steil gehalten, damit die Geschosse nicht als Abpraller (nicht zu verwechseln mit unstabilisiert taumelnden Geschossen, den Querschlägern) zurückkommen oder anderweitig weiter gehen. Besondere Einrichtungen, wie Holzkloben, sollen das Steckenbleiben der Geschosse noch im Kugelfang mehr erleichtern, als dies bei Kugelfängen aus Erde der Fall ist.
Modernere Munition mit Deformationswirkung führt zur Zerstörung herkömmlicher Kugelfänge. Diese werden deshalb häufig als Kettengeschossfang, bestehend aus einem mehrschichtigen Kettenvorhang mit geringer Einbautiefe, errichtet. Bei deren Benutzung kann es zu erhöhten Metallstaubkonzentrationen in der Raumluft kommen, insbesondere von Blei.

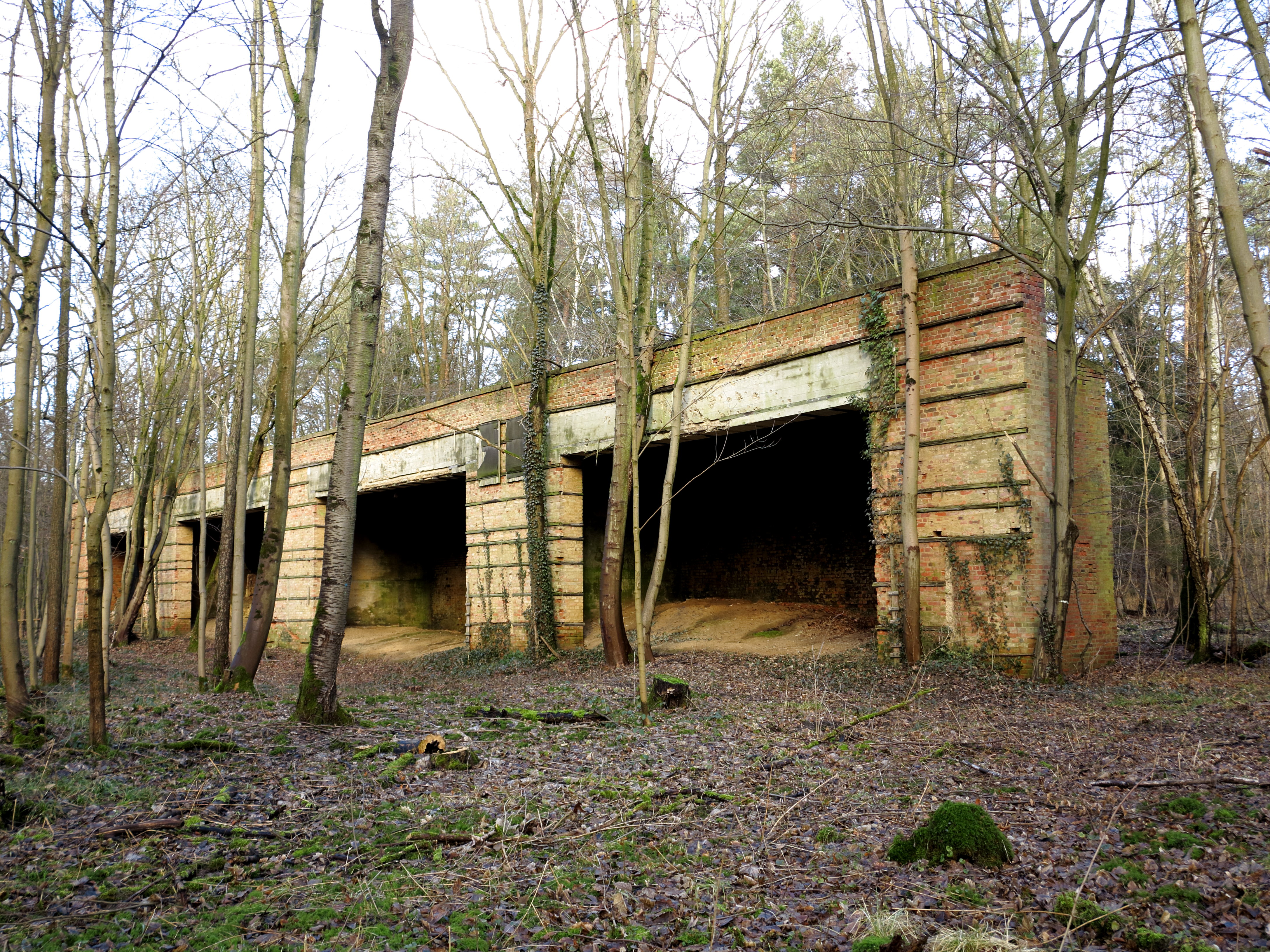
Gemauerter Kugelfang mit Sandwällen
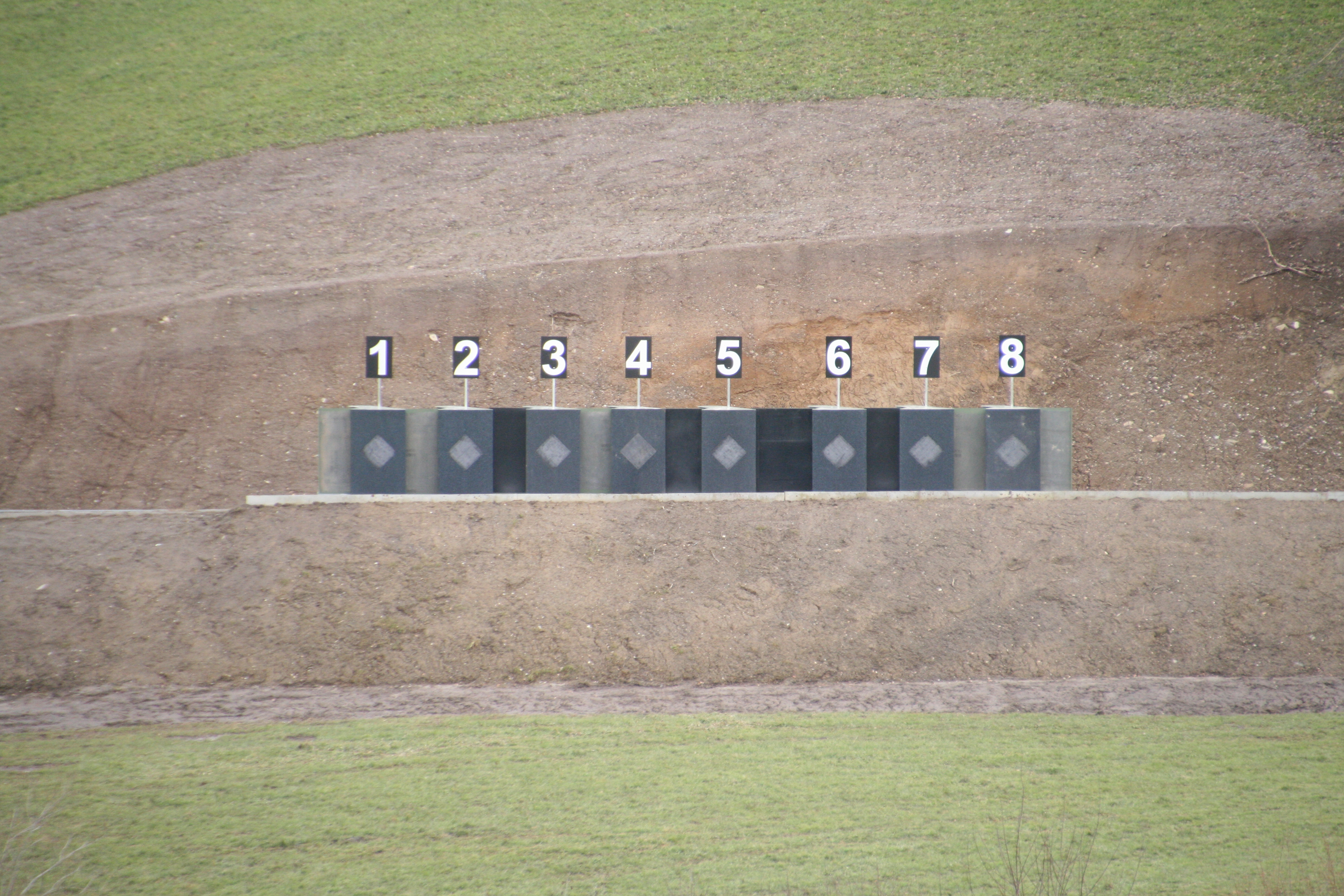
Erd-Kugelfang auf einer 300-m-Schiessanlage
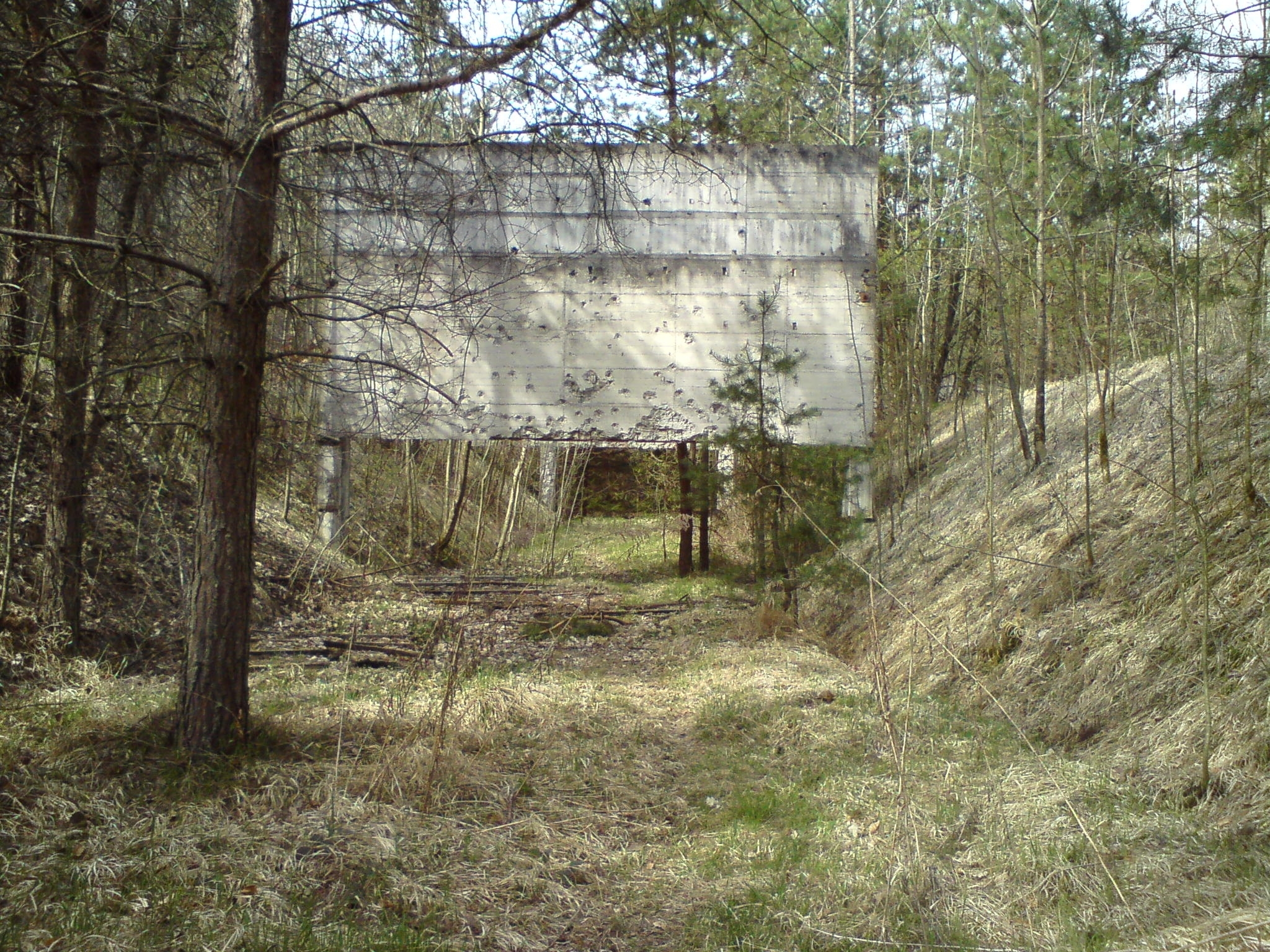
Schießstand mit hinteren und seitlichen Kugelfängen sowie Hochblende des ehemaligen SS-Schießstand bei Radolfzell am Bodensee
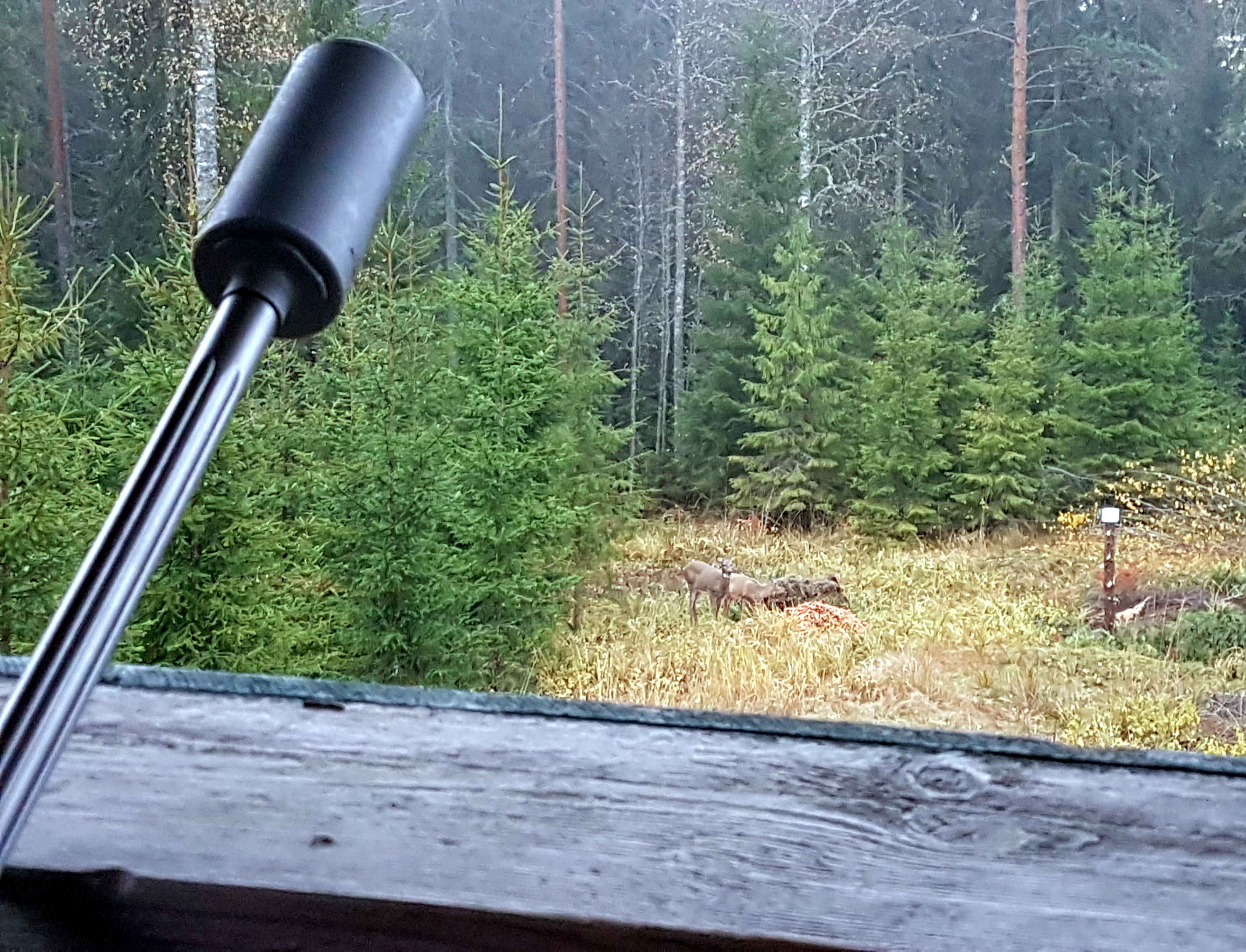
Blick auf Rehe vom Hochsitz – beim Schuss wäre aufgrund des Schusswinkels ein natürlicher Kugelfang gewährleistet
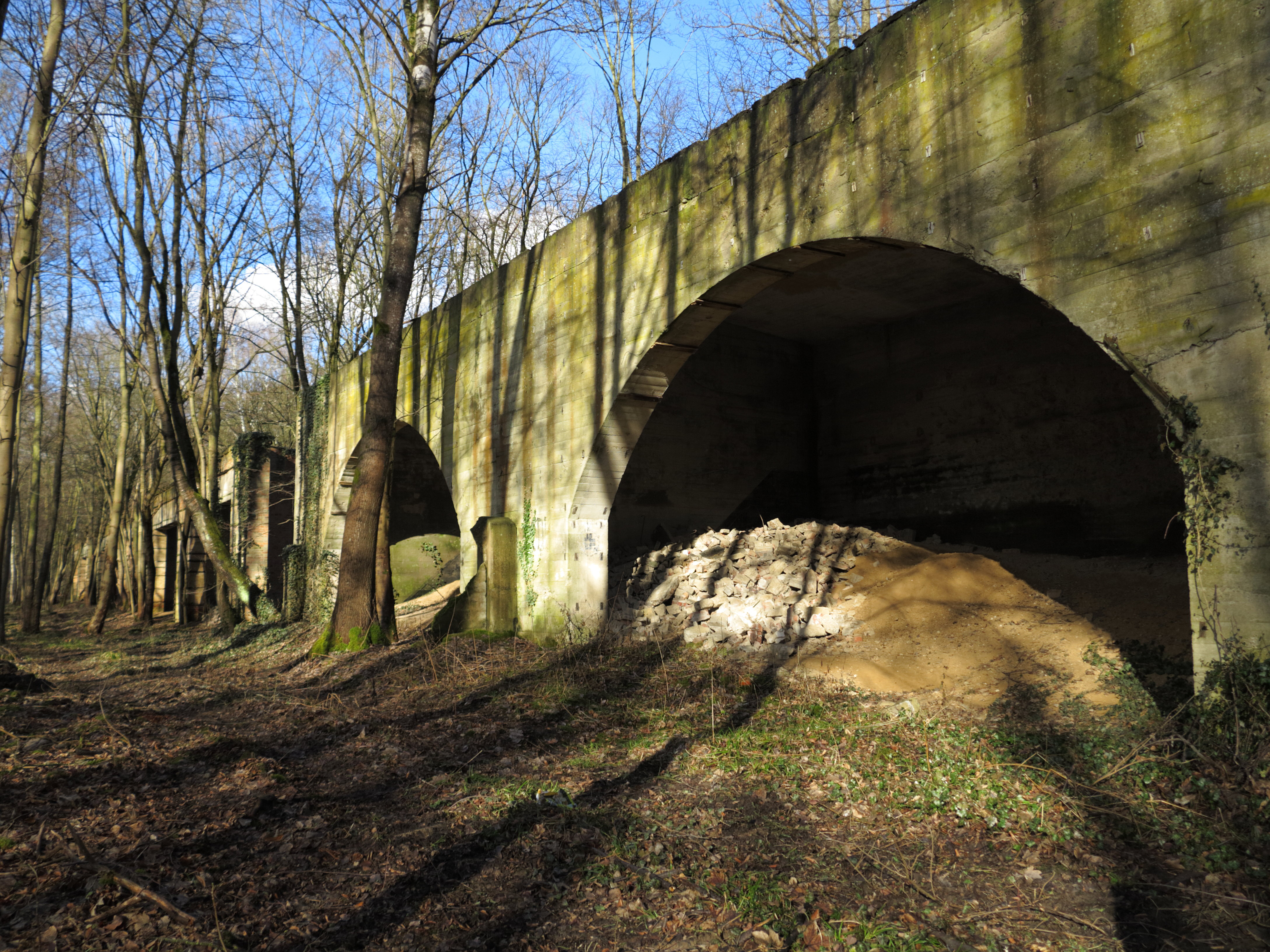
Beton-Kugelfang
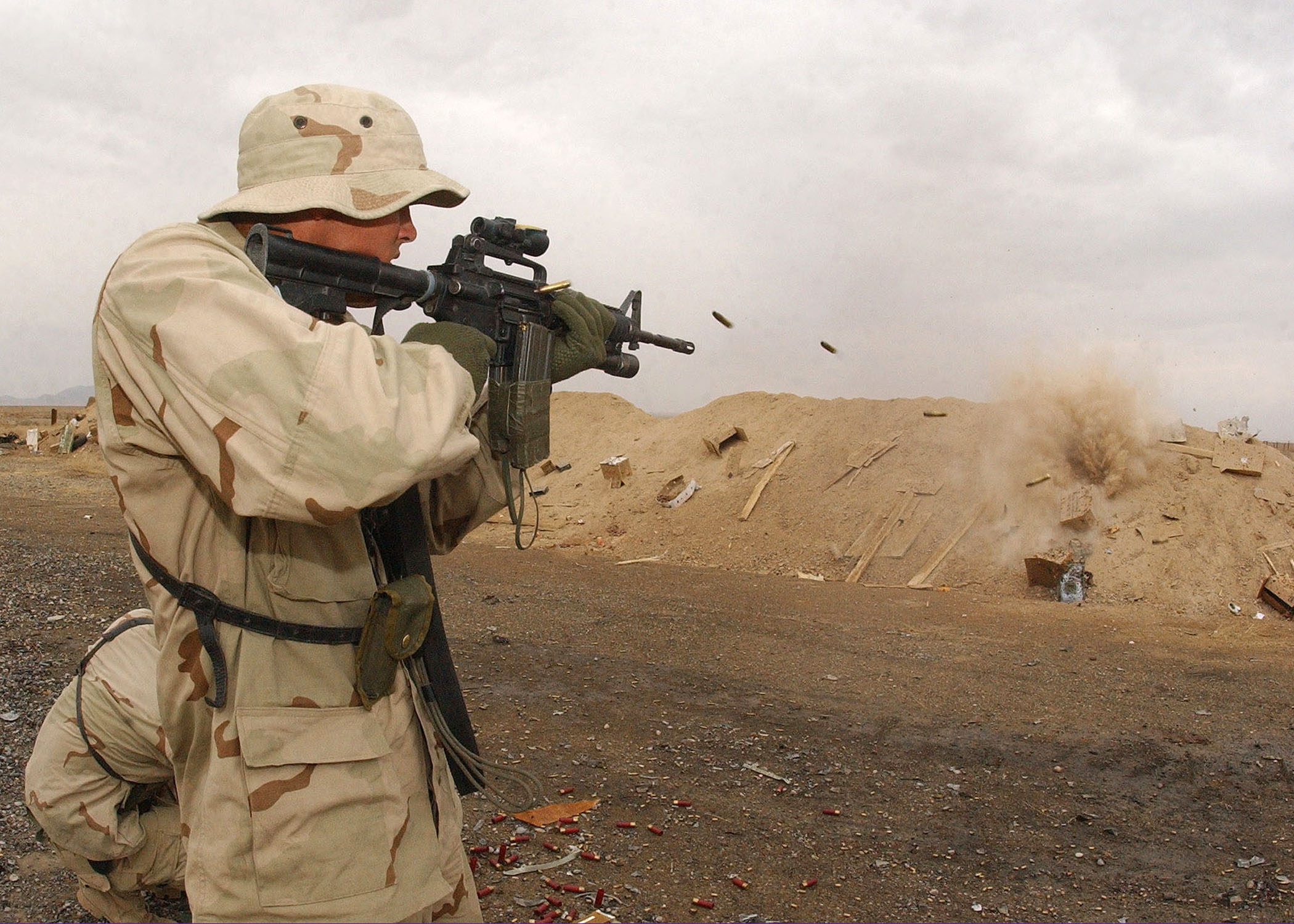
US-Soldat auf einem improvisierten Schießstand
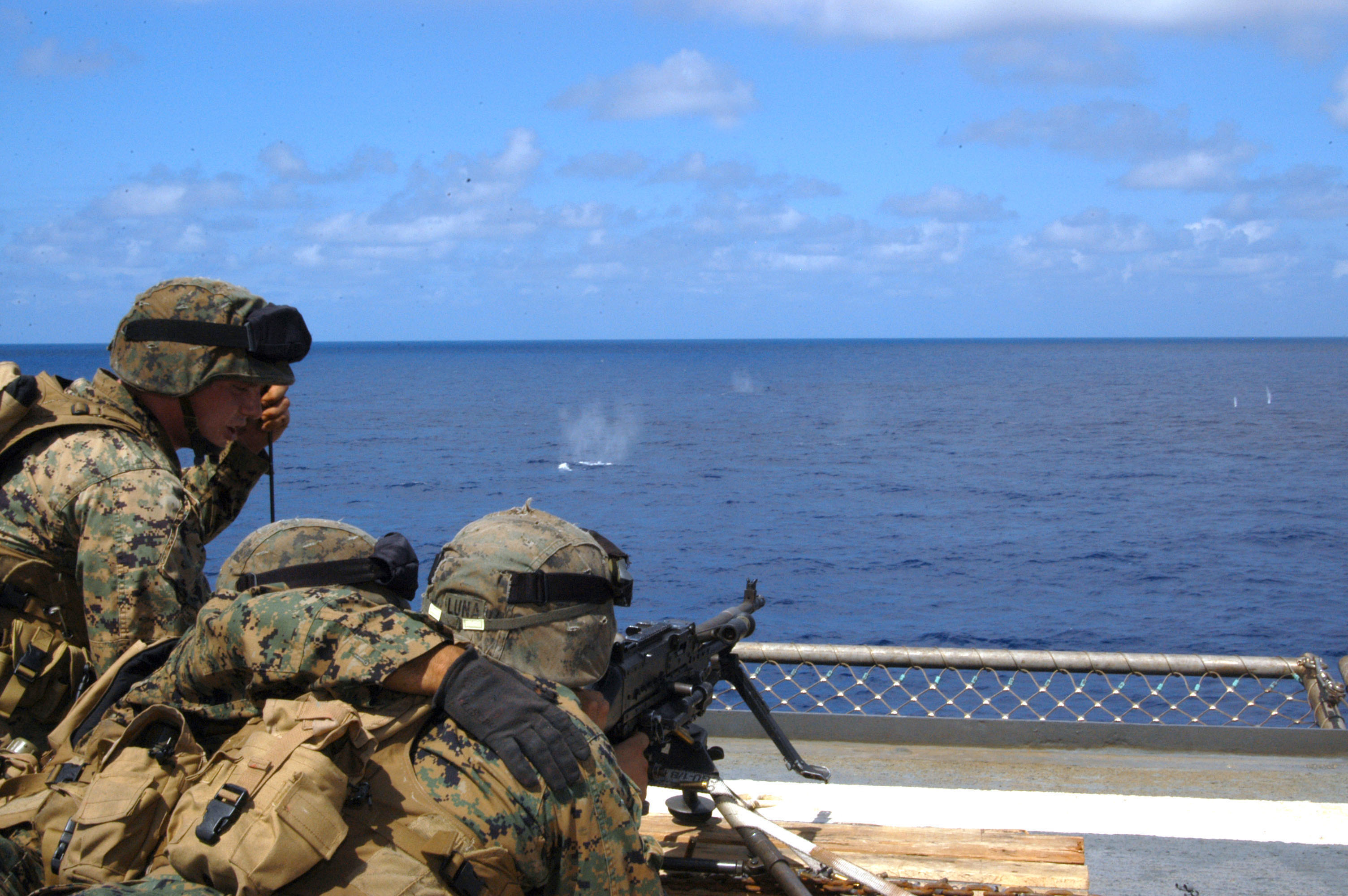
Wasser als natürlicher Kugelfang
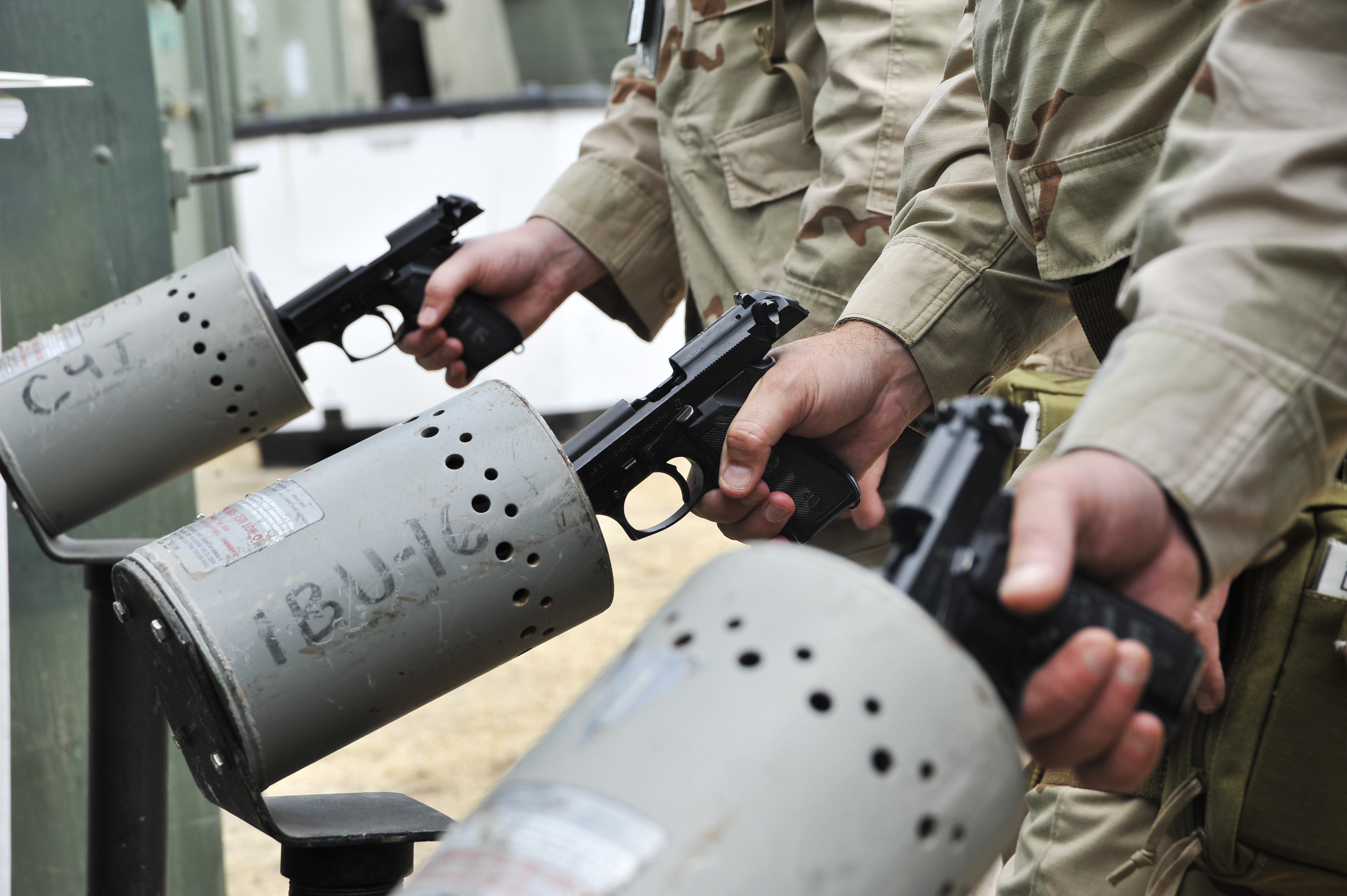
Kugelfang als Entladestation